# Paracytheridea dialata
Paracytheridea dialata is een mosselkreeftjessoort uit de familie van de Paracytherideidae. De wetenschappelijke naam van de soort is voor het eerst geldig gepubliceerd in 1983 door Gou & Huang.